# Тризуб ФМ
 (128 kb/s)
Радіо «Тризуб ФМ» (ТОВ "ТРК «Тризуб ФМ»"; англ. Tryzub FM, також Trizub FM) — українська волонтерська радіостанція патріотичного спрямування, що працює в УКХ-діапазоні в Карлівці, Донецька область, а також веде аудіо- і відеотрансляції онлайн.
Початок мовлення 15 червня 2016 року.
Гасло — «Тризуб ФМ — радіо вільних людей».

## Частоти
Карлівка: 97,5 98,0  105,1 МГц, потужність передавача 1 кВт, азимут напрямку антен — Донецьк, ~140°.

## Історія
Радіостанція заснована лікарями-стоматологами волонтерами з Запоріжжя, які відкрили в Карлівці стоматологічний кабінет для бійців АТО.  Мовлення починалося на потужностях 5-25 Вт. За підтримки спільноти, волонтерів і пожертвувань технічними матеріалами колективу вдалося наростити антенну щоглу, поліпшити антенне і студійне устаткування, покращити якість мовлення і довести потужність передавача до 1 кВт.
Національна рада України з питань телебачення і радіомовлення, видала волонтерській радіостанції "Тризуб ФМ" (ТОВ "ТРК "Тризуб ФМ") дозвіл на тимчасове мовлення в зоні проведення АТО. Відповідне рішення Нацрада ухвалила на засіданні 27 грудня 2017 року. Радіостанція мовитиме на частоті 100,5 МГц у м. Торецьк, на 92,3 МГц - у м. Світлодарськ, на 98,2 МГц - у м. Мар'їнка, на 102,2 МГц - у с. Гнутове, на 90,5 МГц - у смт Новотроїцьке Донецької області та на 88,8 МГц у смт Станиця Луганська Луганської області. «Тризуб ФМ» стала 32-ю телерадіоорганізацією, яким дозволено тимчасове мовлення в зоні проведення антитерористичної операції.
На початку лютого 2018 в Донецьку на частоті 97.5 МГц увімкнули новий потужний передавач, який транслює Дорожное радио. Тризуб ФМ повністю заглушено в цьому регіоні.
У середині травня 2018 року на даху 14-поверхівки, вул. Грушевського, 84 (найвищої цивільної будівлі Авдіївки, "найвищий житловий хмарочос", прізвисько — "14-этажка") встановлено комплекс обладнання для глушування, зокрема діапазону телевізійного мовлення DVB-T2 (телевізійні трансляції з Петровської телевежі Донецька, тобто з боку ЛДНР, що викликало підвищену цікавість місцевих мешканців до встановлення індивідуальних систем супутникового приймання телевізійних програм, які були доступні в заглушеному діапазоні саме цим комплексом заходів.

## В ефірі
Радіостанція музичного спрямування, напрямки — рок, панк-рок,
Трансляції на приблизно 90%  складаються з музичних композицій українського та світового походження.
Вибірково:
- Очеретяний кіт
- Сокира Перуна
- Kozak System
- ТНМК
- Жадан і собаки
- Юлія Зуброва
- TaRuta

...

### Рубрики
Теми
Тексти дописів з інтернету надиктовані синтезом мовлення українською.
Так буде українською
Тлумачення словосполучень української мови
Українські народні приказки
Тлумачення українських народних приказок, відмінне від усталеного "народного тлумачення".
Наживо
Інтерв'ю-співбесіди із учасниками місцевих подій чи дотичними до цих подій особами.
Послухеньки
Автентичні авторські твори українських авторів, неформального вмісту.